# Крупа Любомир Левкович

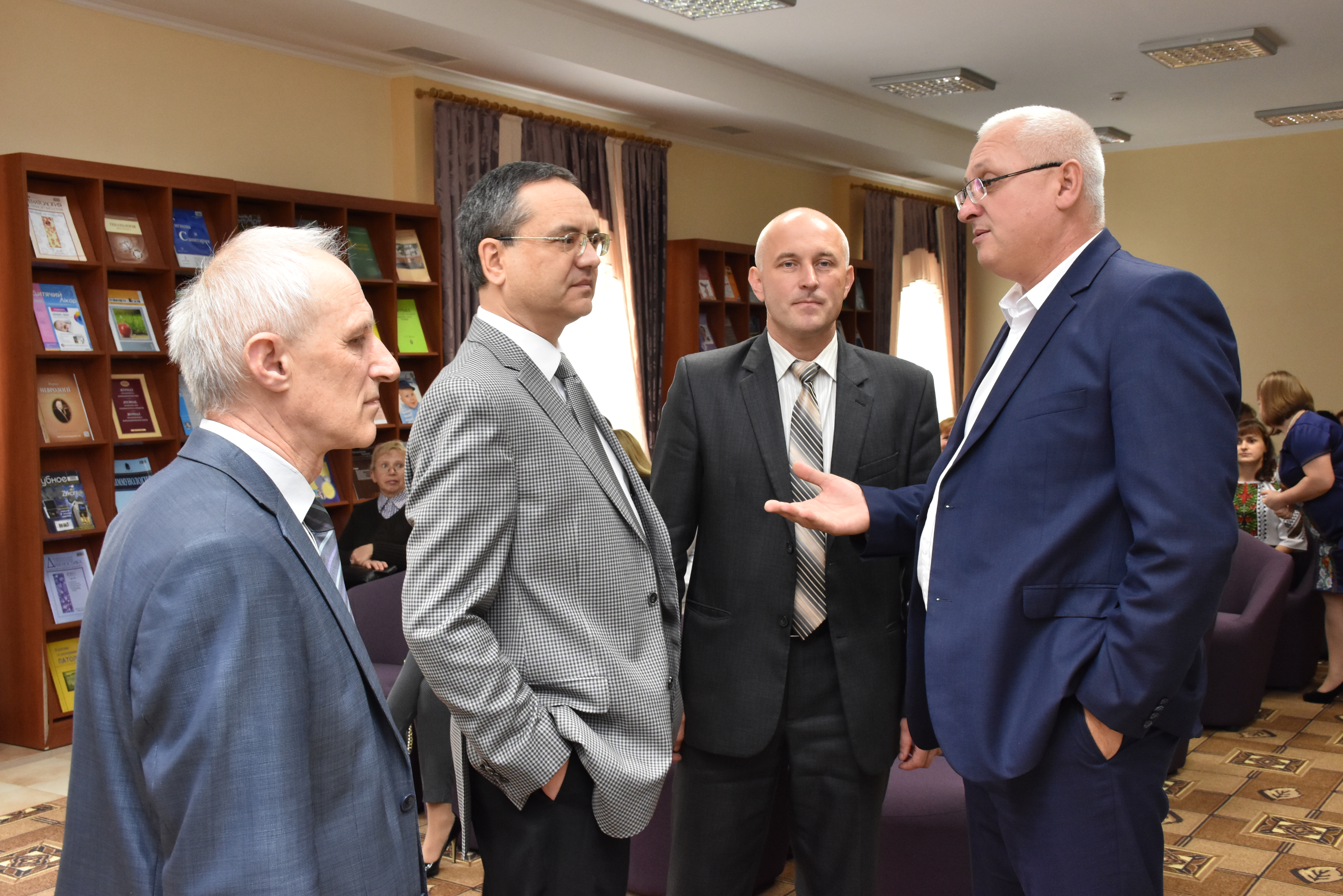
«День бібліотеки» в бібліотеці Тернопільського державного медичного університету імені І. Я. Горбачевського. Проректор ТДМУ Іван Кліщ, ректор ТДМУ Михайло Корда, заступник голови Тернопільської обласної ради Любомир Крупа та керівник Управління охорони здоров'я ТОДА Володимир Богайчук.

Любомир Левкович Крупа (2 вересня 1975, Велика Березовиця, Тернопільська область — 23 березня 2023, Харківська область) — український педагог, науковець, історик, громадсько-політичний діяч, військовослужбовець Збройних сил України. Кандидат історичних наук (2003). Член НТШ (1997). Син Левка та Марії, брат Наталії Крупів.

## Життєпис
Любомир Крупа народився 2 вересня 1975 року в селищі Великій Березовиці, нині Великоберезовицької громади Тернопільського району Тернопільської области України в родині  поета та громадського діяча Левка Крупи та філологині Марії Крупи.
Закінчив історичний факультет (1997) та аспірантуру Тернопільського державного педагогічного інституту за спеціальностями «учитель історії» та «Історія України».

### Педагогічна діяльність
Працював викладачем, доцентом, проректором з виховної роботи Тернопільського комерційного інституту та викладачем Тернопільської вищої духовної семінарії імені Патріарха Йосифа Сліпого.

### Громадсько-політична діяльність
Учасник розкопок могильника періоду черняхівської культури в с. Чернелів-Руський Тернопільського району під керівництвом Ігоря Ґерети.
Один з організаторів та перший голова студентського науково-пошукового товариства «Забуті могили» (1989—1991), очільник товариства «Обереги» (1995—1998), координатор студентського дискусійного клубу «Діалог», член УНА-УНСО, культурно-просвітницького товариства «Вертеп». Співпрацював з Інститутом національного відродження України (від 1995), очолював його історичну секцію (від 2002).
У липні 2014 року Любомир Крупа став директором департаменту освіти та науки Тернопільської ОДА, з 2015 до 2020 рік був заступником голови Тернопільської обласної ради.
Депутат Тернопільської обласної ради 7-го і 8-го скликань та Великоберезовицької селищної ради.
У лютому 2021 року ініціював звернення Тернопільської обласної ради до Верховної Ради щодо прийняття Закону про територіальну оборону України.
У січні 2022 року на конкурсі його обрано конкурсною комісією директором Тернопільської спеціальної школи обласної ради.

### Наукова діяльність
У 2003 році захистив кандидатську дисертацію на тему: «Вплив митрополита Андрея Шептицького на суспільне і культурно-просвітницьке життя в Галичині кінця 19 — першої половини 20 століття» у Чернівецькому національному університеті імені Юрія Федьковича.
У 2004 році став кандидатом історичних наук зі спеціальності «Історія України». Автор 28 наукових статей, тез і публікацій.

### Військова служба
З 12 березня 2022 року в добровольчому батальйоні. З 10 червня 2022 року в Збройних силах України.
Загинув 23 березня 2023 року під час виконання бойового завдання на Харківщині. Ввжався офіційно зниклим безвісти. Загибель підтверджена рішенням Тернопільського міськрайонного суду 6 березня 2024 року. На основі показів свідків і службового розслідування, його визнали загиблим. Рішення суду вступить в дію 6 квітня 2024 року. Командир відділення, у якому Любомир служив кулеметником, Юрій Трохименко розповів про останній бій. "Там, на цьому місці, де ми прийняли бій, було семеро. Двоє пішли прикривати. Нас п’ятеро стояло на позиції. Костянтина менше зачепило, бо він нижчого росту. А ті хлопці високі. Коли міна розірвалася, то всі уламки полетіли на голови. Мені пощастило тим, що я розвернувся до міни лицем. Якби стояв боком, то теж би загинув. Прийшовши до тями й повернувшись з другої спроби направо, я побачив тіло Любомира. Він загинув".
Залишилися дружина Ірина та двоє синів Володимир та Святослав.

## Нагороди
- Почесна відзнака голови Тернопільської обласної ради і нагрудний знак за особливий внесок у розвиток Тернопільської області та України (2024)[15].
- Почесний громадянин Тернопільської області (2024, посмертно)[16].

## Вшанування пам'яті
23 березня 2024 року у Архікатедральному соборі УГКЦ Тернополя відбулась поминальна літургія, щоб вшанували памʼять загиблого. На Микулинецькому цвинтарі теж відправили панахиду за Любомиром Крупою і всіма полеглими українськими воїнами.
10 квітня 2024 року на історичному факультеті Тернопільського національного педагогічного університету імені Володимира Гнатюка презентували книгу Любомира Крупи «Вплив митрополита Андрея Шептицького на суспільне і культурно-просвітницьке життя в Галичині кінця XIX — першої половини XX століття». Цю монографію зробили на основі кандидатської дисертації, яку Любомир захистив у 2003 році.